# 神奈川県立音楽堂

神奈川県立音楽堂（かながわけんりつおんがくどう）は、神奈川県横浜市西区紅葉ケ丘9-2にある音楽専用ホール。

## 概要
1954年（昭和29年）11月4日、隣接する神奈川県立図書館とともに開館した。音響に定評のあったイギリスのロイヤル・フェスティバル・ホールを参考に、後に東京文化会館や京都会館などを手がけた前川國男が設計を行った。ホールの壁面はすべて木で作られている。結果、開館後に演奏したスビャトスラフ・リヒテル、ヴラディーミル・アシュケナージなど、世界的なクラシック音楽の演奏家が「東洋一の響き」と評したほどの、優れた音響効果を持つホールとなる。
2018年4月から1年間休館し改修を行った。音楽演奏会・コンサート以外でも、横浜市内にある大学・専門学校等の入学・卒業式や各種イベント（講演会・集会等）でも使用されることがある。1999年に日本の近代建築20選（DOCOMOMO JAPAN選定 日本におけるモダン・ムーブメントの建築）に選ばれた。2021年には、併設の図書館（現：神奈川県立図書館前川國男館）と共に神奈川県指定重要文化財に指定された。

## 施設
- 収容人員 - 1,106人。座席数1,054席（固定席966席、可動席88席、立見席52人）
- 舞台 - 間口19.4m　奥行7.4m（張り出し舞台使用時8.6m）　高さ8.8m
- 設計管理 - 前川國男建築設計事務所
- 音響設計 - 空席時の残響時間1.4秒（東京大学生産技術研究所　渡辺要研究室の石井聖光が担当。）